# Postman Pat
Postman Pat (Carteiro Pat no Brasil e O Carteiro Paulo em Portugal) é uma série de animação televisiva britânica de 1981 da HIT Entertainment em stop motion. A Woodland Animations e a HIT Entertainment foram as primeiras empresas produtoras da série. John Cunliffe foi o criador e argumentista e Ivor Wood foi o realizador. É destinada a crianças em idade pré-escolar, e refere-se às aventuras de Patrick "Pat" Clifton, um carteiro do vilarejo fictício de Greendale (inspirado no vale real de Longsleddale perto de Kendal). 
A primeira temporada da série, com 13 episódios, foi exibida na BBC1 em 1981. A segunda temporada, com 13 episódios, foi exibida em 1996 no mesmo canal. É pouco conhecido nos Estados Unidos, pois o programa é raro e quase obscuro, mas é um tanto popular entre os fãs de longa data de Qubo, mas não é tão conhecido nos EUA de outra forma.

## Exibição em Portugal
Postman Pat (série de 1981 com o título em português de Carteiro Paulo) foi dobrado em português de Portugal e foi exibida na RTP2 no programa "Recreio do 2" em 1990.
Uma década depois, a série de 2004 foi exibida na RTP2, no programa Zig Zag, em 2008. Mais tarde, foi exibida no Canal Panda não só essa série, como também a série O Carteiro Paulo —Serviço de Entregas Especial.